# Trachemys gaigeae
Trachemys gaigeae là một loài rùa trong họ Emydidae. Loài này được Hartweg mô tả khoa học đầu tiên năm 1939.

## Hình ảnh

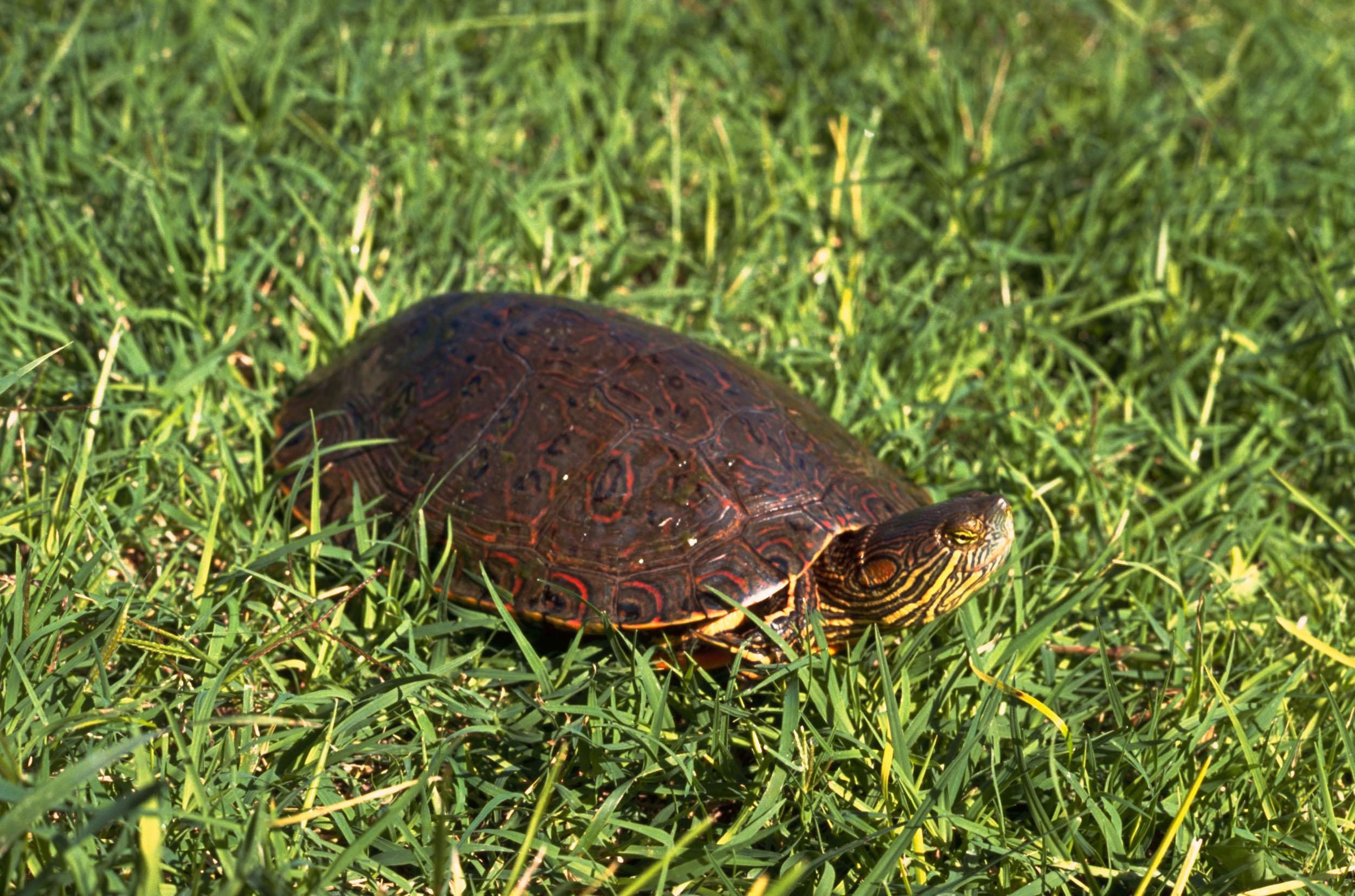